# Джеймс Бейкър (канадски политик)
Вижте пояснителната страница за други личности с името Джеймс Бейкър.
Джеймс Бейкър (на английски: James Baker) е британски офицер и политик от Британска Колумбия. Бейкър е автор на пътеписа „Европейска Турция“ (1877), важен източник за историята на Балканите и конкретно българските земи през XIX век.

## Биография
Роден е в Лондон в семейството на Самуел Бейкър, успял търговец на захар, банкер и корабовладелец, действащ в Западните Индии. Брат е на Самуел Бейкър, изследователя на Нил и на Валънтайн Бейкър - британски и османски офицер. Учи в Колегиалното училище в Глостър и в Кеймбриджкия университет. През 1855 г. Бейкър се жени за Сара Луис Уайт. Влиза в Индийския флот през 1845 г., участва в проучване на брега на Арабско море и в ликвидирането на търговията с роби. По-късно се присъединява към Британската армия и взима участие в Кримската война. През 1875 г. е пенсиониран с чин подполковник.
В 1874 година Бейкър решава да закупи имение в Османската империя и обикаля на кон европейските и части, като в 1877 година издава книгата, посветена на пътуванията си в империята, озаглавена „Европейска Турция“. Работи известно време като частен секретар на херцога на Уестминстър.
През 1885 г. заминава със семейството си в Британска Колумбия, като се установява първо в Скуукъмчък, а по-късно близо до днешното място на Кранбруук. Бейкър участва в планове за разработване на находища на въглища в прохода Крауснест, а по-късно в плановете за изграждане на железопътната линия, свързваща Британска Колумбия и Алберта през прохода. В крайна сметка, той и неговите партньори стигат до споразумение с Канадската тихоокеанска железопътна компания. Изборът на маршрут, минаващ през Кранбруук и заобикалщ Форт Стийл довежда до развитието на Кранбруук като основен център в района. Бейкър работи в провинциалния кабинет, като секретар и министър на образованието, имиграцията и мините.
Представлява Куутеней (1886-1890), Източен Куутеней (1890-1898) и Източен Куутеней Юг (1898-1900) в Законодателното събрание на Британска Колумбия.
Бейкър подкрепя таксата на глава за всеки китаец и японец, влизащ в провинцията.
През 1900 г. той се оттегля в Англия. Умира в Ингълууд, Паркстън, Дорсет в 1906 г.